# Szupergravitáció
A szupergravitáció egy olyan fizikai elmélet, amely összekapcsolja a szuperszimmetriát és a gravitációt. A szupergravitáció koncepciója az 1970-es években jelent meg. Ebben az időben egyes elméleti fizikusok azzal próbálkoztak, hogy az általános relativitáselméletet összeegyeztessék a részecskefizika más területeivel, különösen a szuperszimmetriával. Az első szupergravitációs elméleteket Julius Wess és Bruno Zumino dolgozták ki 1976-ban. Az elmélet a négydimenziós, szuperszimmetriás gravitációval foglalkozott, amelyben egy szupergravitációs mezőt vezettek be a szupergravitációs részecskék leírására.
A szupergravitáció fontos szerepet játszik a modern fizikában, különösen a részecskefizika és a kozmológia területén. Az elmélet segítségével az univerzum sötét anyagának és a sötét energiának a természete, illetve az univerzum keletkezése és fejlődése is jobban megérthető lenne. Az elméletnek azonban számos kihívással kell szembenéznie. Egyrészt a szupergravitáció matematikai leírása nagyon bonyolult, másrészt pedig kísérletileg sem bizonyított.